# 社家 (海老名市)
社家（しゃけ）は、神奈川県海老名市の地名。現行行政地名は社家一丁目から社家六丁目および住居表示未実施の大字社家からなる。

## 地理
市内南西部の相模川左岸に位置する。一帯は相模平野のほぼ中央にあたる。
北で中新田、東で今里・上河内・中河内、南で中野、西で相模川をはさんで厚木市岡田にそれぞれ隣接する（特記ないものは海老名市）。東名高速道路を挟んで北側に一丁目〜三丁目、南側に四丁目〜六丁目が位置し、海老名運動公園および首都圏中央連絡自動車道以西に住居表示未実施区域がある。
地内にはJR相模線社家駅や、東名高速道路と首都圏中央連絡自動車道が接続する海老名JCTが所在する。

### 面積
面積は以下の通りである。
| 大字・丁目 | 面積（km2） |
| ---------- | ----------- |
| 社家       | 0.36        |
| 社家一丁目 | 0.09        |
| 社家二丁目 | 0.24        |
| 社家三丁目 | 0.17        |
| 社家四丁目 | 0.27        |
| 社家五丁目 | 0.34        |
| 社家六丁目 | 0.23        |
| 計         | 1.70        |

### 河川
- 相模川
- 貫抜川 - 地内で相模川に注ぐ。

### 地価
住宅地の地価は、2023年（令和5年）1月1日の公示地価によれば、社家6-9-12の地点で12万9000円/m2となっている。

## 歴史

### 地名の由来
当地に神職が多数居住していたことに由来するという。

### 沿革
- 江戸時代 - 高座郡社家村成立。
- 1868年（明治元年） - 社家村、神奈川府を経て神奈川県に所属。
- 1889年（明治22年）4月1日 - 町村制施行により高座郡有馬村大字社家となる。
- 1926年（大正15年）7月15日 - 相模鉄道相模線（現：JR相模線）社家駅開業。
- 1955年（昭和30年）7月20日 - 有馬村が海老名町と合併し、海老名町の大字となる。
- 1971年（昭和46年）11月1日 - 海老名町が市制施行し、海老名市となる。
- 2010年（平成22年）2月27日 - 首都圏中央連絡自動車道部分開通に伴い海老名JCT供用開始。
- 2021年（令和3年）8月30日 - 中央部で住居表示実施、社家一丁目〜六丁目成立[6]。

### 町名の変遷
| 実施後     | 実施年月日    | 実施前             |
| ---------- | ------------- | ------------------ |
| 社家一丁目 | 2021年8月30日 | 大字社家           |
| 社家二丁目 | 2021年8月30日 | 大字社家           |
| 社家三丁目 | 2021年8月30日 | 大字社家           |
| 社家四丁目 | 2021年8月30日 | 大字社家           |
| 社家五丁目 | 2021年8月30日 | 大字社家・大字中野 |
| 社家六丁目 | 2021年8月30日 | 大字社家           |

## 世帯数と人口
2023年（令和5年）1月1日現在（海老名市発表）の世帯数と人口は以下の通りである。なお、大字社家の人口は不明なため、省略とする。
| 丁目       | 世帯数    | 人口    |
| ---------- | --------- | ------- |
| 社家一丁目 | 99世帯    | 206人   |
| 社家二丁目 | 360世帯   | 975人   |
| 社家三丁目 | 421世帯   | 1,122人 |
| 社家四丁目 | 25世帯    | 25人    |
| 社家五丁目 | 179世帯   | 354人   |
| 社家六丁目 | 761世帯   | 1,632人 |
| 計         | 1,845世帯 | 4,314人 |

### 人口の変遷
国勢調査による人口の推移。
| 年                 | 人口  |
| ------------------ | ----- |
| 1995年（平成7年）  | 3,596 |
| 2000年（平成12年） | 3,423 |
| 2005年（平成17年） | 3,275 |
| 2010年（平成22年） | 3,384 |
| 2015年（平成27年） | 3,968 |
| 2020年（令和2年）  | 4,112 |

### 世帯数の変遷
国勢調査による世帯数の推移。
| 年                 | 世帯数 |
| ------------------ | ------ |
| 1995年（平成7年）  | 1,197  |
| 2000年（平成12年） | 1,219  |
| 2005年（平成17年） | 1,212  |
| 2010年（平成22年） | 1,342  |
| 2015年（平成27年） | 1,583  |
| 2020年（令和2年）  | 1,705  |

## 学区
市立小・中学校に通う場合、学区は以下の通りとなる（2022年12月時点）。
| 番地 | 小学校               | 中学校               |
| ---- | -------------------- | -------------------- |
| 全域 | 海老名市立社家小学校 | 海老名市立有馬中学校 |

## 事業所
2021年（令和3年）現在の経済センサス調査による事業所数と従業員数は以下の通りである。
| 大字 | 事業所数  | 従業員数 |
| ---- | --------- | -------- |
| 社家 | 179事業所 | 2,147人  |

### 事業者数の変遷
経済センサスによる事業所数の推移。
| 年                 | 事業者数 |
| ------------------ | -------- |
| 2016年（平成28年） | 177      |
| 2021年（令和3年）  | 179      |

### 従業員数の変遷
経済センサスによる従業員数の推移。
| 年                 | 従業員数 |
| ------------------ | -------- |
| 2016年（平成28年） | 1,771    |
| 2021年（令和3年）  | 2,147    |

## 交通
地内を通過するバス路線はない（高速道路上を除く）。

### 鉄道
- JR相模線 - 社家駅

### 道路
高速道路
- 東名高速道路
- 首都圏中央連絡自動車道（圏央道、さがみ縦貫道路）
上記2路線は地内の海老名JCTで接続。

主要地方道
- 神奈川県道46号相模原茅ヶ崎線 - 地内を南北に走る。地内のほぼ全域が二重経路区間となっており、北部の宜山交差点で合流する。

一般県道
- 神奈川県道408号社家停車場線 - 地内中央部を東西に走る。

## 施設
- 社家駅
- 海老名ジャンクション
- 東名高速道路 相模川橋
- 海老名みなみ幼稚園
- 海老名市立社家小学校
- 神奈川県立有馬高等学校（住居表示実施に際して、大字中野に属していた敷地は社家五丁目に編入）
- 海老名運動公園（一部は中新田に所在）
- 相模大堰
- 常在寺
- 浄光寺
- 明窓寺
- 法閑寺
- 三島神社

## ギャラリー

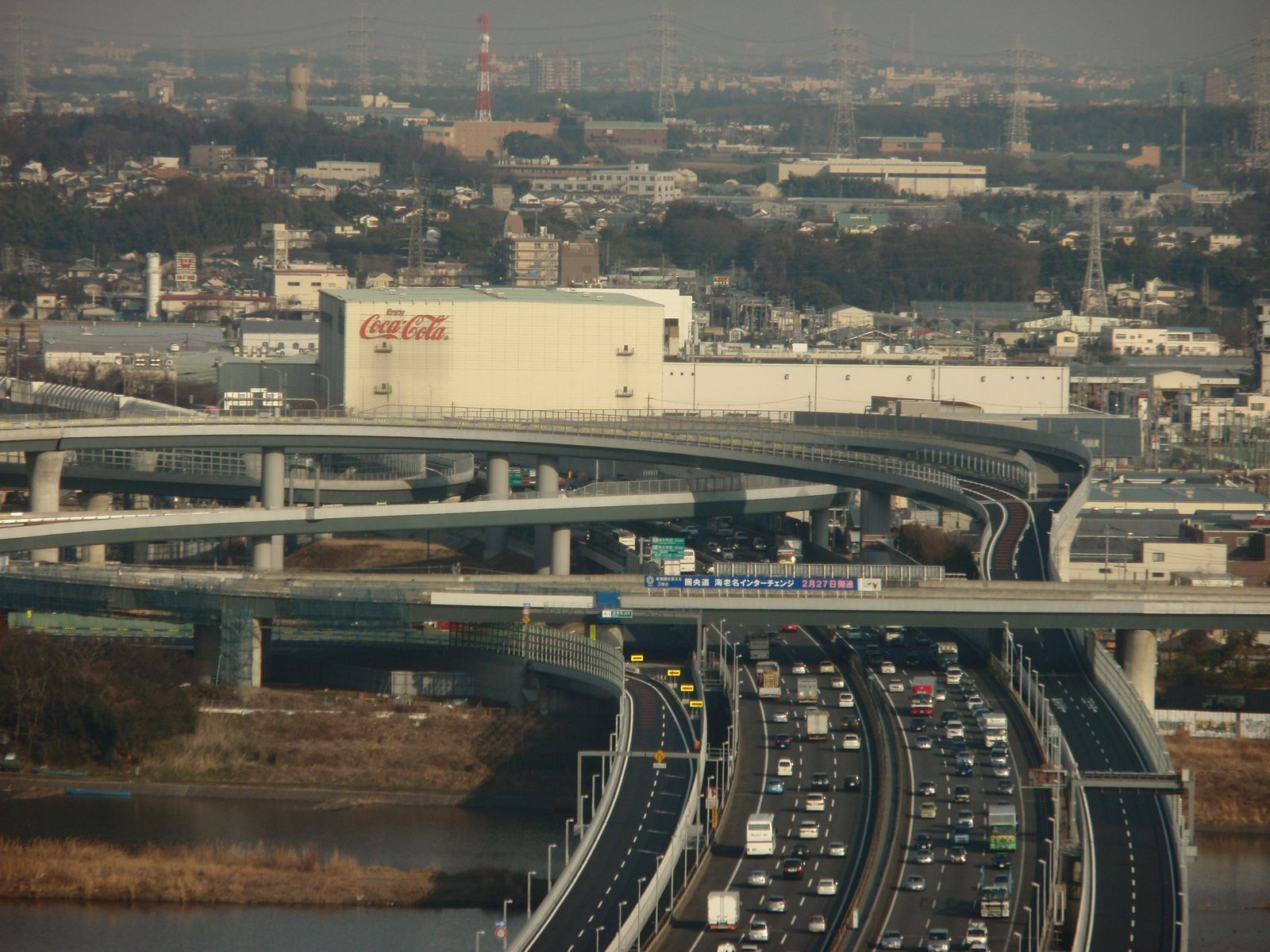
海老名JCT。手前が相模川橋
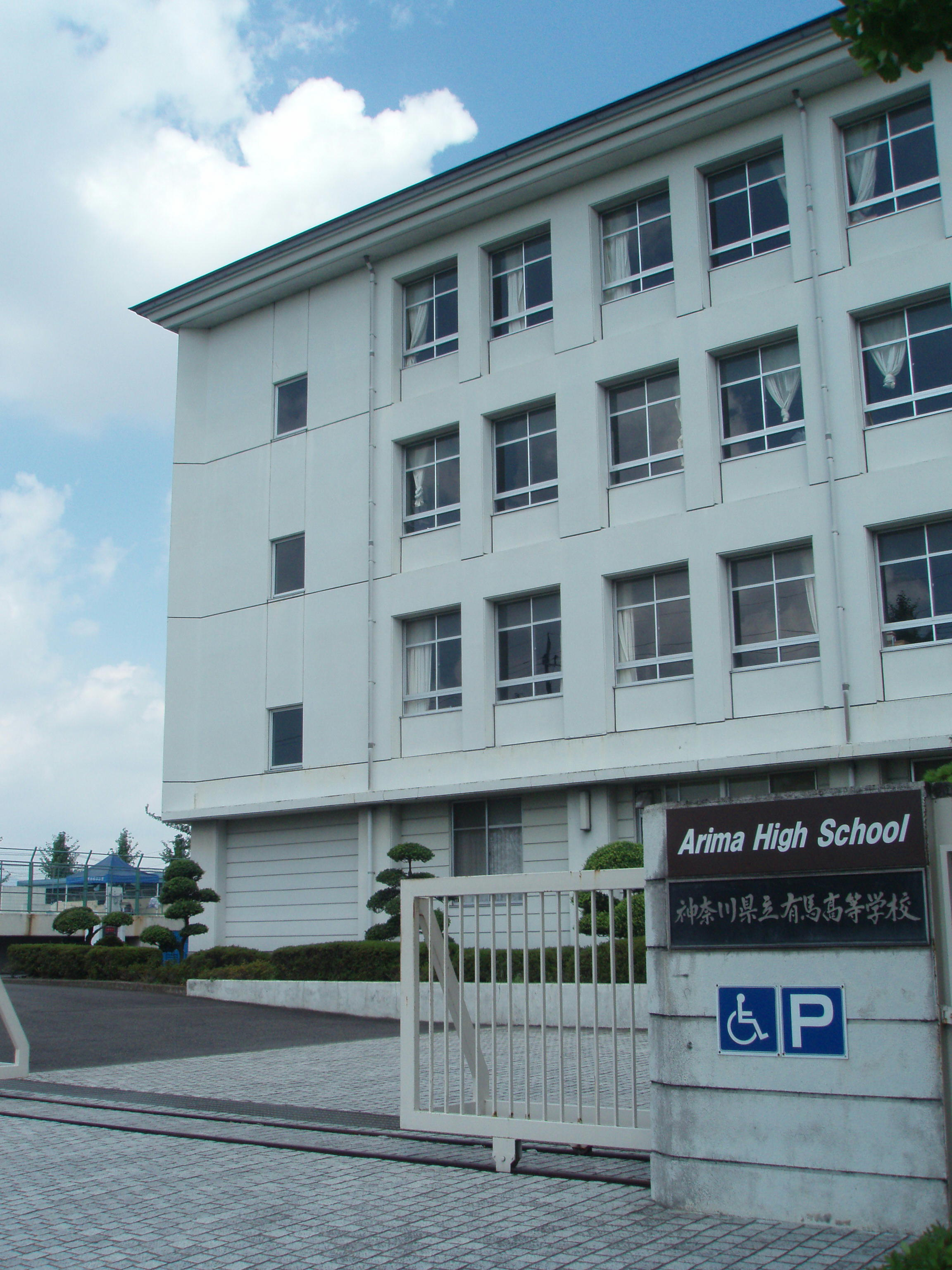
神奈川県立有馬高等学校
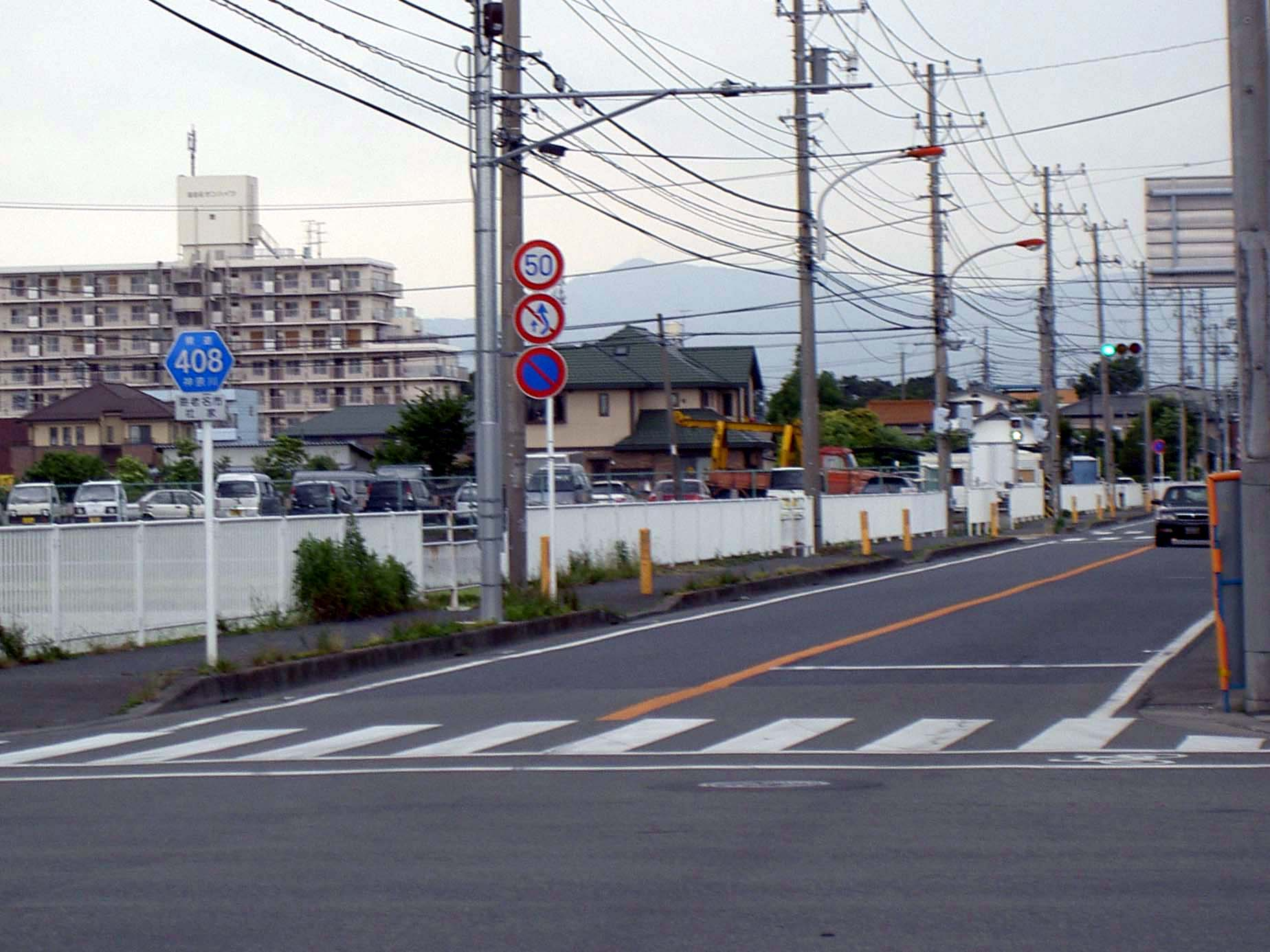
神奈川県道408号社家停車場線

## その他

### 日本郵便
- 郵便番号 : 243-0424[3]（集配局 : 綾瀬郵便局[16]）。